# Donja Trnava (Topola)
Donja Trnava (em cirílico: Доња Трнава) é uma vila da Sérvia localizada no município de Topola, pertencente ao distrito de Šumadija, na região de Šumadija. A sua população era de 771 habitantes segundo o censo de 2011.

## Demografia
| 1948 | 1953 | 1961 | 1971 | 1981 | 1991 | 2002 | 2011 |
| ---- | ---- | ---- | ---- | ---- | ---- | ---- | ---- |
| 1441 | 1466 | 1348 | 1243 | 1146 | 1076 | 921  | 771  |